# Galactia longiflora
Galactia longiflora är en ärtväxtart som beskrevs av George Arnott Walker Arnott. Galactia longiflora ingår i släktet Galactia och familjen ärtväxter. Inga underarter finns listade i Catalogue of Life.